# شهرستان کمین
شهرستان کمین (به قرقیزی:Кемин району، كەمىن رايونۇ)(به روسی: Кеминский район) یک شهرستان در قرقیزستان است که در استان چوی واقع شده‌است. شهرستان کمین ۳٬۵۳۳ کیلومتر مربع مساحت و ۴۴٬۱۱۸ نفر جمعیت دارد. مرکز آن شهر کمین است.